# NGC 5185
NGC 5185 (другие обозначения — UGC 8488, MCG 2-34-25, ZWG 72.104, PGC 47422) — спиральная галактика (Sb) в созвездии Дева.
Этот объект входит в число перечисленных в оригинальной редакции «Нового общего каталога».
В галактике вспыхнула сверхновая SN 2006br типа Ia, её пиковая видимая звездная величина составила 17,8.